# Brídín Brennan
Brídín Brennan, Brídín Ní Bhraonáin (ur. 17 maja 1974) – irlandzka artystka pop z miejscowości Gaoth Dobhair (Gweedore) w hrabstwie Donegal. Pochodzi z tej samej rodziny, co Enya oraz zespół Clannad.

## Życie osobiste
Brídín wyszła za Australijczyka, Camerona. 20 stycznia 2007 urodziła pierwsze dziecko, dziewczynkę Sinéad.